# Rhinolophus mossambicus
Rhinolophus mossambicus  (Taylor, Stoffberg, Monadjem, Schoeman, Bayliss & Cotterill, 2012) è un pipistrello della famiglia dei Rinolofidi diffuso nell'Africa meridionale.

## Descrizione

### Dimensioni
Pipistrello di medie dimensioni, con la lunghezza dell'avambraccio tra 60 e 65 mm e la lunghezza delle orecchie tra 28 e 37 mm.

### Aspetto
Le parti superiori sono bruno-grigiastre, mentre quelle inferiori sono leggermente più chiare. Le orecchie sono di proporzioni medie o grandi. La foglia nasale presenta una lancetta relativamente lunga e diritta e una sella che si restringe verso l'estremità, con i bordi quasi paralleli e ricoperta di peli. La porzione anteriore è grande e copre interamente il muso. Il labbro inferiore ha un singolo solco longitudinale che si estende fino sul mento. La coda è lunga ed è inclusa completamente nell'ampio uropatagio.

### Ecolocazione
Emette ultrasuoni a ciclo di lavoro alto e frequenza costante a circa 35-38 kHz.

## Distribuzione e habitat
Questa specie è diffusa nel Mozambico e nello Zimbabwe nord-occidentale.
Vive nella savana tra 60 e 500 metri di altitudine in Mozambico, e 1 000 metri nello Zimbabwe.

## Conservazione
Questa specie, essendo stata scoperta solo recentemente, non è stata sottoposta ancora a nessun criterio di conservazione.